# Payzac (Ardèche)
Pour les articles homonymes, voir Payzac.
Payzac est une commune française, située dans le département de l'Ardèche en région Auvergne-Rhône-Alpes.

## Géographie

### Situation et description
Payzac est une petite commune à vocation essentiellement rurale rattachée à la communauté de communes du Pays Beaume-Drobie, laquelle est située dans la partie méridionale du département de l'Ardèche, le siège étant fixé à Largentière.

### Communes limitrophes
| Faugères                | Planzolles (par un quadripoint) | Lablachère                          |
| Saint-Pierre-Saint-Jean | Payzac                          |                                     |
|                         | Chambonas                       | Saint-Genest-de-Beauzon Les Assions |

### Climat
Pour des articles plus généraux, voir Climat d'Auvergne-Rhône-Alpes et Climat de l'Ardèche.
En 2010, le climat de la commune est de type climat méditerranéen franc, selon une étude du CNRS s'appuyant sur une série de données couvrant la période 1971-2000. En 2020, Météo-France publie une typologie des climats de la France métropolitaine dans laquelle la commune est exposée à un climat de montagne ou de marges de montagne et est dans la région climatique Provence, Languedoc-Roussillon, caractérisée par une pluviométrie faible en été, un très bon ensoleillement (2 600 h/an), un été chaud (21,5 °C), un air très sec en été, sec en toutes saisons, des vents forts (fréquence de 40 à 50 % de vents > 5 m/s) et peu de brouillards.
Pour la période 1971-2000, la température annuelle moyenne est de 12,5 °C, avec une amplitude thermique annuelle de 16,9 °C. Le cumul annuel moyen de précipitations est de 1 200 mm, avec 7,9 jours de précipitations en janvier et 4,3 jours en juillet. Pour la période 1991-2020, la température moyenne annuelle observée sur la station météorologique de Météo-France la plus proche, « Lablachère Drome », sur la commune de Lablachère à 5 km à vol d'oiseau, est de 13,5 °C et le cumul annuel moyen de précipitations est de 1 142,0 mm,. Pour l'avenir, les paramètres climatiques de la commune estimés pour 2050 selon différents scénarios d'émission de gaz à effet de serre sont consultables sur un site dédié publié par Météo-France en novembre 2022.

### Environnement
La commune de Payzac est environnée de bois et parcourue de vignes, ce qui isole visuellement les différents quartiers les uns des autres.
Au cours des dernières décennies, l'activité agricole s'est réduite dans la région et de nombreux propriétaires terriens et éleveurs ont cessé leur activité. Les champs, laissés à l'abandon, ont peu à peu été absorbés par la forêt alentour, et les terrasses, qui autrefois sculptaient les collines, ont disparu sous les arbres. La forêt, jadis essentiellement composée de chênes et de châtaigniers, a vu au cours du siècle dernier ces derniers remplacés par des pins, dont la récente prolifération est due à l'ancienne activité minière de la région : ils servaient en effet à construire les galeries.

## Urbanisme

### Typologie
Au 1er janvier 2024, Payzac est catégorisée commune rurale à habitat dispersé, selon la nouvelle grille communale de densité à 7 niveaux définie par l'Insee en 2022.
Elle est située hors unité urbaine et hors attraction des villes,.

### Occupation des sols
L'occupation des sols de la commune, telle qu'elle ressort de la base de données européenne d’occupation biophysique des sols Corine Land Cover (CLC), est marquée par l'importance des forêts et milieux semi-naturels (71,4 % en 2018), en diminution par rapport à 1990 (75 %). La répartition détaillée en 2018 est la suivante : 
forêts (71,4 %), zones agricoles hétérogènes (24,8 %), prairies (3,7 %), zones urbanisées (0,2 %).
L'évolution de l’occupation des sols de la commune et de ses infrastructures peut être observée sur les différentes représentations cartographiques du territoire : la carte de Cassini (XVIIIe siècle), la carte d'état-major (1820-1866) et les cartes ou photos aériennes de l'IGN pour la période actuelle (1950 à aujourd'hui).

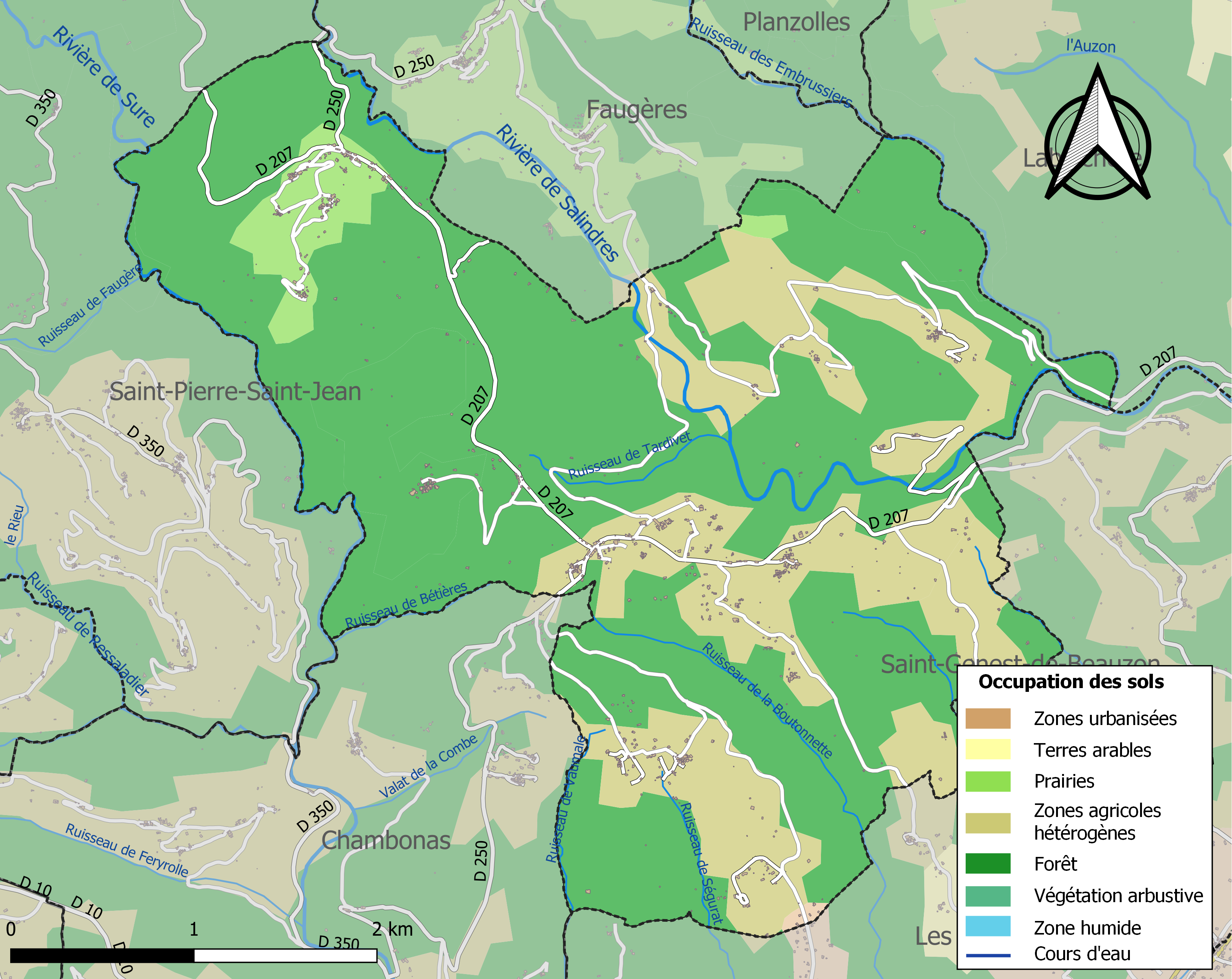
Carte des infrastructures et de l'occupation des sols de la commune en 2018 (CLC).

### Lieux-dits, hameaux et écarts

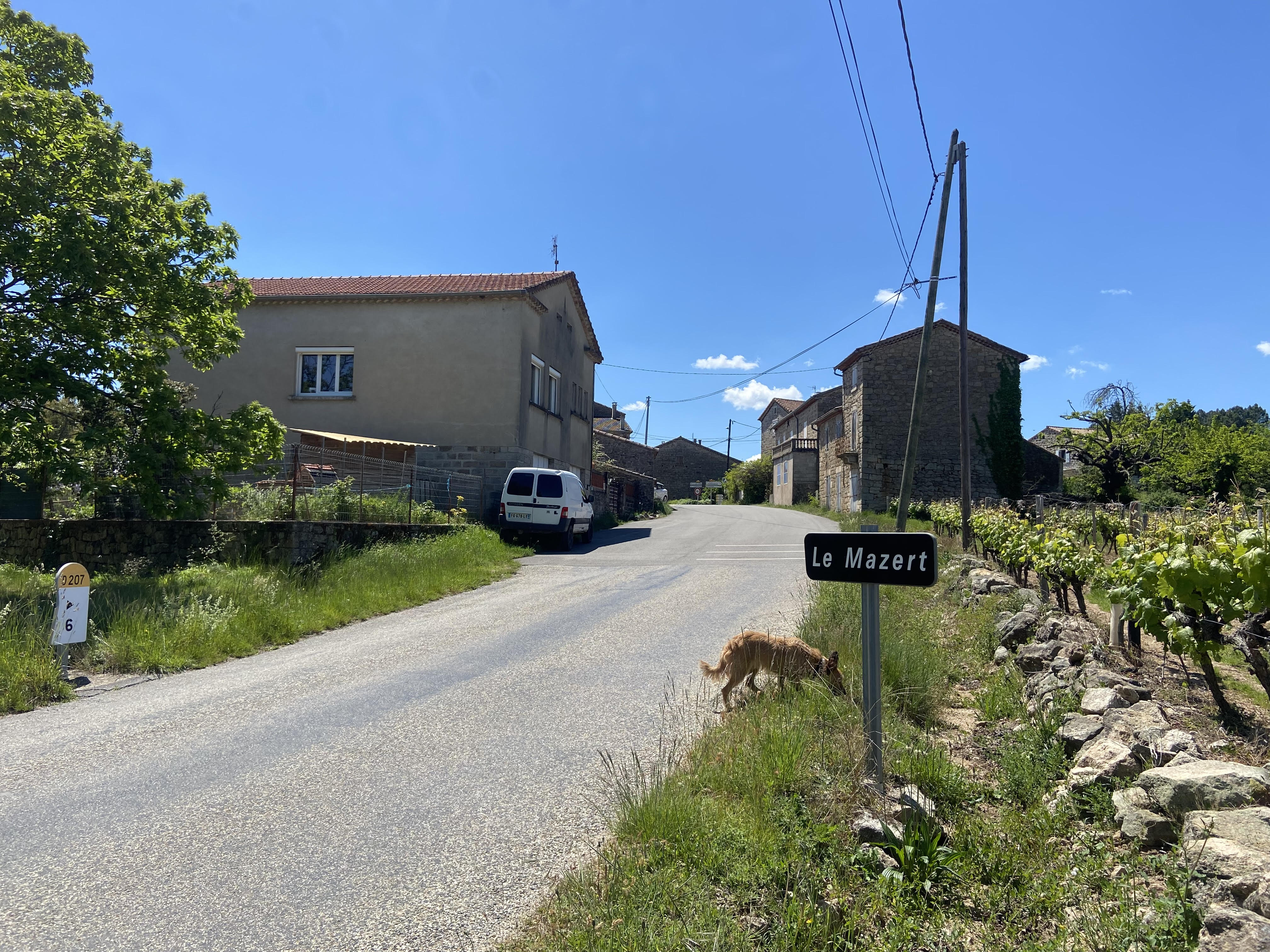
Entrée du lieu-dit Le Mazert.

La commune de Payzac est constituée de seize hameaux.

#### Hameaux le long des voies de circulation
- Brès, dont la particularité est la couleur rose du grès utilisé pour les bâtiments. Une église et un cimetière traduisent de l'importance du hameau au sein de la commune.
- Le Mazert, qui se situe au croisement entre les routes départementales D207 et D250.

#### Hameaux sur terrain plat
- Le Barsac
- Le Girbon
- Le Vieux Mazert, qui présente un calvaire au niveau de l'entrée Est du hameau.
- Les Fabres
- Les Gounenches

#### Hameaux sur un coteau
- Le Salze
- Les Aliziers, dont la singularité est la présence d’un château.
- Les Maisons
- Sarremejane. Etymologiquement, « Sarre » viendrait de serre, colline et « méjane » signifierait milieu.

#### Hameaux en croupe
- Chazalet
- Les Chanels
- Les Salles
- Sous-l'Eglise
- Le Vivier

#### Autres lieux-dits et écarts
- La Giralde
- La Librette
- Le Mont

### Risques naturels et technologiques

#### Risques sismiques
L'ensemble du territoire de la commune de Payzac est situé en zone de sismicité no 2 dite faible (sur une échelle de 5), comme la plupart des communes situées sur le plateau et la montagne ardéchoise, mais cependant en limite de la zone de sismicité no 3, dite modérée, située plus à l'est et correspondant la vallée du Rhône.
| Type de zone | Niveau           | Définitions (bâtiment à risque normal) |
| ------------ | ---------------- | -------------------------------------- |
| Zone 2       | Sismicité faible | accélération = 1,1 m/s2                |

## Histoire
La région a été peuplée très tôt, comme l'atteste le site de la Pierre Plantée, mégalithe située aux alentours de Payzac et témoignant d'une présence celte.
L'église du village et quelques anciens quartiers permettent quant à eux d'affirmer que le village existait déjà au Moyen Âge.
Payzac et ses environs furent le lieu de différents actes de brigandage entre 1780 et 1800.

## Politique et administration

### Liste des maires
| Période                                  | Période                   | Identité                   | Étiquette | Qualité  |
| ---------------------------------------- | ------------------------- | -------------------------- | --------- | -------- |
| Les données manquantes sont à compléter. |                           |                            |           |          |
| 1792                                     | 1793                      | Tourel Jean                |           |          |
| 1793                                     | 1794                      | Brousse Pierre             |           |          |
| 1794                                     | 1795                      | Forestier Emmanuel Antoine |           |          |
| 1795                                     | 1799                      | Brousse Pierre             |           |          |
| 1799                                     | 1813                      | Garrilhe Privat Simon      |           |          |
| 1813                                     | 1816                      | Chaurand Jean Dominique    |           |          |
| 1816                                     | 1819                      | Trouillas Jean Baptiste    |           |          |
| 1819                                     | 1830                      | Guigon Paul Charles Henry  |           |          |
| 1830                                     | 1833                      | Boissin Joseph             |           |          |
| 1833                                     | 1835                      | Bayle François             |           |          |
| 1835                                     | 1839                      | Chaurand Jean Dominique    |           |          |
| 1839                                     | 1848                      | Guigon Jean Louis Henry    |           |          |
| 1848                                     | 1849                      | Trouillas Joseph           |           |          |
| 1849                                     | 1852                      | Téraube Jean Baptiste      |           |          |
| 1852                                     | 1892                      | Bastide Henri Émile        |           |          |
| 1892                                     | 1896                      | Baron Chaurand Bruno       |           |          |
| 1896                                     | 1908                      | Brousse Eugène Jules       |           |          |
| 1908                                     | 1919                      | Thibon Eugène              |           |          |
| 1919                                     | 1925                      | Roche Ernest               |           |          |
| 1925                                     | 1941                      | Lahondes Joseph Denis      |           |          |
| 1941                                     | 1944                      | Téraube Maximin André      |           |          |
| 1944                                     | 1947                      | Lahondes Joseph Denis      |           |          |
| 1947                                     | 1961                      | Téraube Maximin André      |           |          |
| 1961                                     | 1971                      | Rappaz Joseph Bruno        |           |          |
| 1971                                     | 1986                      | Vigouroux Roland           | PS        |          |
| 1986                                     | mars 2008                 | Belleville Henri           | DVG       |          |
| mars 2008                                | 2014                      | Dominique Brousse          |           |          |
| 2014                                     | En cours (au 6 août 2020) | François Coulange,         | DVG       | Retraité |

## Population et société

### Démographie
L'évolution du nombre d'habitants est connue à travers les recensements de la population effectués dans la commune depuis 1793. Pour les communes de moins de 10 000 habitants, une enquête de recensement portant sur toute la population est réalisée tous les cinq ans, les populations de référence des années intermédiaires étant quant à elles estimées par interpolation ou extrapolation. Pour la commune, le premier recensement exhaustif entrant dans le cadre du nouveau dispositif a été réalisé en 2005.

En 2022, la commune comptait 539 habitants, en évolution de −0,37 % par rapport à 2016 (Ardèche : +2,48 %, France hors Mayotte : +2,11 %).
| 1793  | 1800  | 1806  | 1821  | 1831  | 1836  | 1841  | 1846  | 1851  |
| ----- | ----- | ----- | ----- | ----- | ----- | ----- | ----- | ----- |
| 1 000 | 1 052 | 1 166 | 1 156 | 1 396 | 1 301 | 1 286 | 1 294 | 1 267 |

| 1856  | 1861  | 1866  | 1872  | 1876  | 1881 | 1886 | 1891 | 1896 |
| ----- | ----- | ----- | ----- | ----- | ---- | ---- | ---- | ---- |
| 1 163 | 1 132 | 1 126 | 1 028 | 1 046 | 944  | 866  | 886  | 820  |

| 1901 | 1906 | 1911 | 1921 | 1926 | 1931 | 1936 | 1946 | 1954 |
| ---- | ---- | ---- | ---- | ---- | ---- | ---- | ---- | ---- |
| 755  | 773  | 712  | 667  | 640  | 626  | 620  | 572  | 515  |

| 1962 | 1968 | 1975 | 1982 | 1990 | 1999 | 2005 | 2006 | 2010 |
| ---- | ---- | ---- | ---- | ---- | ---- | ---- | ---- | ---- |
| 471  | 413  | 363  | 424  | 436  | 389  | 432  | 444  | 525  |

| 2015 | 2020 | 2022 | - | - | - | - | - | - |
| ---- | ---- | ---- | - | - | - | - | - | - |
| 510  | 538  | 539  | - | - | - | - | - | - |

### Enseignement
La commune est rattachée à l'académie de Grenoble.
L'école primaire située place de l'église est le seul établissement scolaire ouvert sur la commune. Cette école dépend de l'Inspection académique de l'Ardèche. Pour le calendrier des vacances scolaires, Payzac est en zone A.

### Médias
La commune est située dans la zone de distribution de deux organes locaux de la presse écrite :
- L'Hebdo de l'Ardèche, journal hebdomadaire français basé à Valence et couvrant l'actualité de tout le département de l'Ardèche ;
- Le Dauphiné libéré, journal quotidien de la presse écrite française régionale distribué dans la plupart des départements de l'ancienne région Rhône-Alpes, notamment l'Ardèche. La commune est située dans la zone d'édition d'Aubenas et Privas-Vallée du Rh

### Cultes
L'église paroissiale et les membres de la communauté catholique qui résident dans la commune de Payzac sont rattachés à la paroisse Sainte Thérèse des Cévennes, elle-même rattachée au diocèse de Viviers.

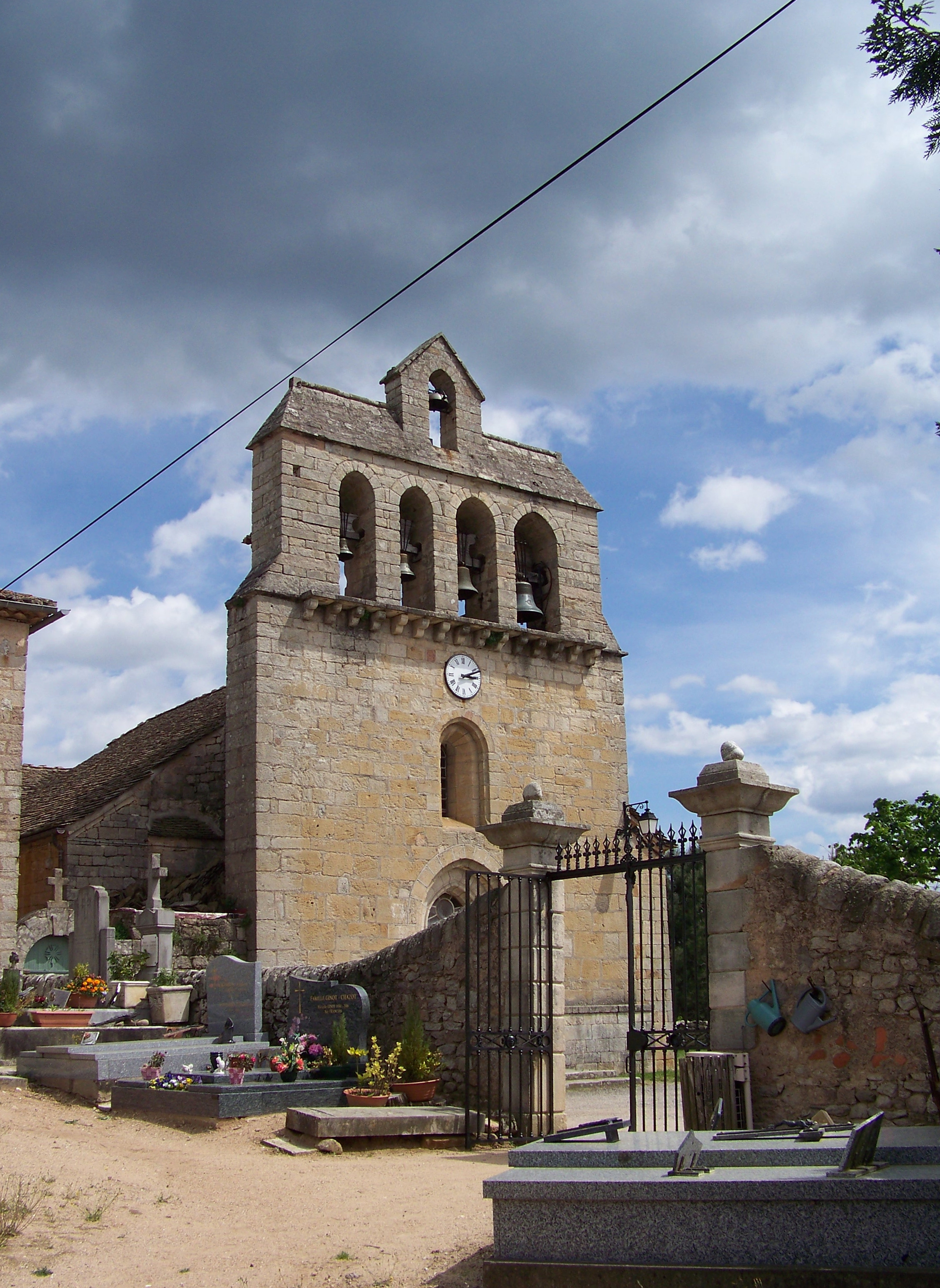
Église de Payzac 2

### Manifestations culturelles et festivités
- Le festival de la Pleine Lune[24], qui a lieu en juillet sur 15 jours depuis 1998.

## Économie

### Agriculture

#### Culture et élevage
En 2021, les vignes et oliveraies sont les principales cultures produites à Payzac selon le Registre Parcellaire Graphique (RPG).

#### Producteurs et artisans
Les principaux producteurs et artisans implantés à Payzac sont les suivants :
- Domaine du Pigeonnier - Huile d’olive et produits dérivés, vin
- Moulin à Huile L'Olivier De Vincent - Huile d’olive et produits dérivés
- Terr’abelha Miel d’Ardèche - Miel

#### Labels et appellations
La commune de Payzac se situe dans les zones de production de 2 AOP et 13 IGP :
| Type                        | Appellation | Produit                                    |
| --------------------------- | ----------- | ------------------------------------------ |
| Fromages                    | AOP         | Picodon                                    |
| Fruits, légumes et céréales | AOP         | Châtaigne d'Ardèche                        |
| Produits à base de viande   | IGP         | Saucisson de l'Ardèche                     |
| Produits à base de viande   | IGP         | Jambon de l'Ardèche                        |
| Produits à base de viande   | IGP         | Poulet des Cévennes ou Chapon des Cévennes |
| Vins                        | IGP         | Ardèche blanc                              |
| Vins                        | IGP         | Ardèche rouge                              |
| Vins                        | IGP         | Ardèche rosé                               |
| Vins                        | IGP         | Comtés Rhodaniens blanc                    |
| Vins                        | IGP         | Comtés Rhodaniens rouge                    |
| Vins                        | IGP         | Comtés Rhodaniens rosé                     |
| Vins                        | IGP         | Méditerranée blanc                         |
| Vins                        | IGP         | Méditerranée rouge                         |
| Vins                        | IGP         | Méditerranée rosé                          |
| Vins                        | IGP         | Méditerranée effervescent                  |

#### Marché
Tous les dimanches matins de juillet et août, le marché des producteurs se tient sur la place de la cave coopérative.
On y trouve notamment des fruits et légumes, du fromage, de la charcuterie, du pain, des confitures et sirops, de l'huile d’olive, du miel, des tartes salées et sucrées, des biscuits, des produits à base de châtaigne, de la viande de bœuf, des glaces, des plantes médicinales, de la spiruline, de la bière, du vin et des créations d’artisans (vannerie, bijoux, bois tourné, pièces uniques en Création Couture, vêtements pour enfants, pépinière de Vivaces et Aromatiques, plantes aquatiques, feutre, céramiques, gravures, broderie, couture).

### Commerce
Le Comptoir de Payzac, créé en 2020 et situé au Mazert, est un commerce regroupant une épicerie, un café et un restaurant. L'épicerie propose principalement des produits de première nécessité ainsi que des produits locaux, des assortiments de pains, et des articles de presse.
Depuis décembre 2022, le Comptoir de Payzac est labellisé “Bistrot de Pays”.
Auparavant, le bâtiment a connu deux boulangeries-pâtisseries en activité (Boulangerie-pâtisserie MOUTET de 1987 à 2011, puis Boulangerie du Viaduc de 2011 à 2017). Il n'y a pas eu de commerce en activité entre 2017 et 2020.

### Marché du travail

#### Emploi
En 2020, le nombre d'actifs résidant à Payzac s'élevait à 167 personnes. Les salariés représentaient 60,5 % d'entre eux, tandis que 39,5 % étaient non-salariés (employeurs et indépendants). Le nombre d'emplois dans la zone était de 95, soit un indicateur de concentration d'emploi de 56,9 %.
Cette même année, le taux de chômage était de 14,4 %.

#### Revenus de la population
En 2021, le revenu disponible par unité de consommation médian était de 20 440 €.

## Culture locale et patrimoine

### Patrimoine religieux

#### Église Saint-Pierre-aux-Liens
Construite sur une éminence, l'église Saint-Pierre-aux-Liens du Moyen Âge a honorablement résisté à l'usure du temps. Elle doit son bon état de conservation à la qualité des pierres, des lauzes qui la recouvrent, mais aussi, sans aucun doute, aux capacités techniques de ses bâtisseurs. Du pourtour de l'église, on distingue les clochers de Joyeuse, Lablachère et Notre-Dame de Bon Secours. On aperçoit également, dans le lointain, le rocher de Sampzon, proche des gorges de l'Ardèche.
L'édifice présente des parties romanes du XIIe siècle et gothiques des XVe et XVIe siècles ainsi qu'un clocher-mur du XVe siècle. La première mention documentée de l'église figure dans le cartulaire de l'abbaye bénédictine Saint-Chaffre du Monastier (Haute-Loire) qui fait état des possessions de ce monastère en 1175. Aux Archives départementales de la Lozère (H 80), figure l'extrait du procès verbal du 5 mai 1735, du chapitre général de l'Ordre de Cluny arrêté le 20 septembre 1738 par Henri Oswald, cardinal d'Auvergne, supérieur général de l'Ordre, et enregistré par le Grand Conseil du Roi, le 15 novembre 1738. Parmi les 8 provinces, on note « la province du Monestier », avec l'abbaye du Monestier-Saint-Chaffre (30 religieux) et ses dépendances dont le prieuré de Langogne, conventuel (imposé pour 55 livres) et les dépendances de celui-ci : le prieuré simple de Saint-Clément -actuellement sur la commune de Pradelles-Haute-Loire- (8 livres) et celui de Peysac -actuellement Payzac, Ardèche- (20 livres). L'imposition totale se monte à 692livres et 10 sols.
La maçonnerie est faite de très belles pierres de taille en grès ocre, rose et gris extraites dans une carrière locale, taillées et disposées avec soin en moyen appareil. Un grand nombre de ces pierres portent les marques des tâcherons qui les ont façonnées. De remarquables exemplaires de ces signatures, gravées dans la pierre en vue de la rémunération des ouvriers, sont encore visibles dans les murs extérieurs sud-ouest et de l'abside. L'église de Payzac est orientée, comme la plupart des églises latines, le chevet tourné vers l'est, la façade tourné vers l'ouest.

#### Chapelle funéraire Notre-Dame-des-Sept-Douleurs
La chapelle funéraire Notre-Dame-des-Sept-Douleurs est un caveau surmonté d'une chapelle (consacrée en 1860) appartenant à la famille Chaurand résidant au château des Chanels. Jean-Dominique-Bruno-Amand Chaurand, baron héréditaire des États pontificaux, a fait édifier ce tombeau sur un terrain privé qui était situé à l'extrémité du cimetière, dans l'axe de l'autel de l'église paroissiale. L'architecte lyonnais Pierre Bossan, auteur de nombreuses églises et basiliques dont la basilique Notre-Dame de Fourvière et la basilique Saint-Régis de Lalouvesc en a dessiné les plans et sa construction s'est échelonnée de 1852 à 1865.

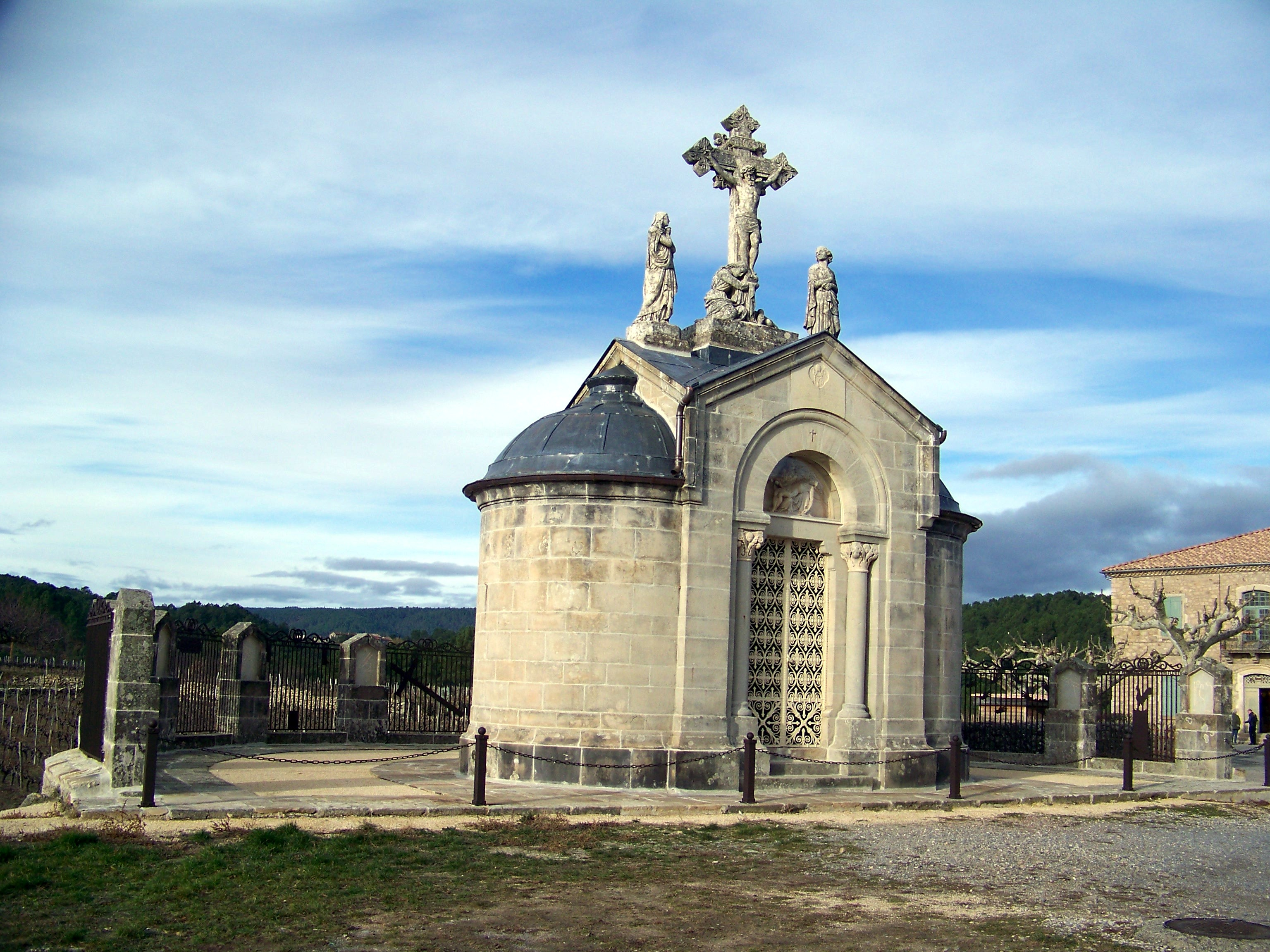
Chemin de croix et chapelle de la famille Chaurand, baron pontifical.

La statuaire et les motifs en terre cuite des onze premières stations du chemin de croix semi-circulaire sont l'œuvre du sculpteur lyonnais Joseph-Hugues Fabisch à qui l'on doit notamment la Vierge dorée de la chapelle de la basilique Notre-Dame de Fourvière à Lyon et la Vierge à l’enfant de la basilique de l'Immaculée-Conception de Lourdes, en marbre de Carrare, d'une hauteur 183 centimètres. La douzième station, sur le toit, glorifie le Christ en croix entouré de sa mère et de son ami Jean ; la treizième est une pietà placée dans le tympan du portail; la quatorzième et dernière représente un gisant du Christ installé sous l'autel. Les grilles dressées entre les stations illustrent d'autres scènes de la Passion du Christ.
En 2017, les onze premières stations du chemin de croix ont été remplacées par des œuvres modernes.

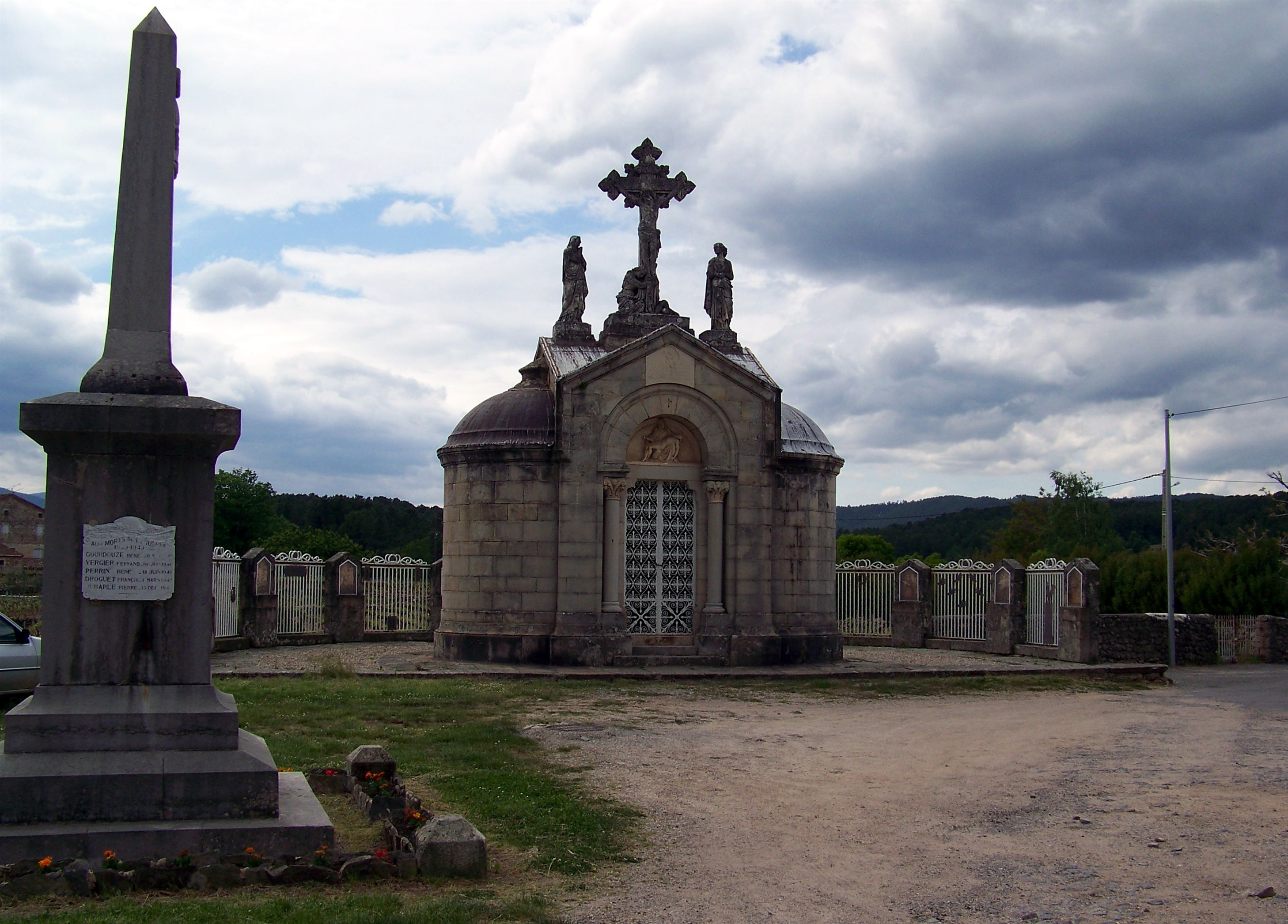
Chapelle, calvaire et chemin de croix.
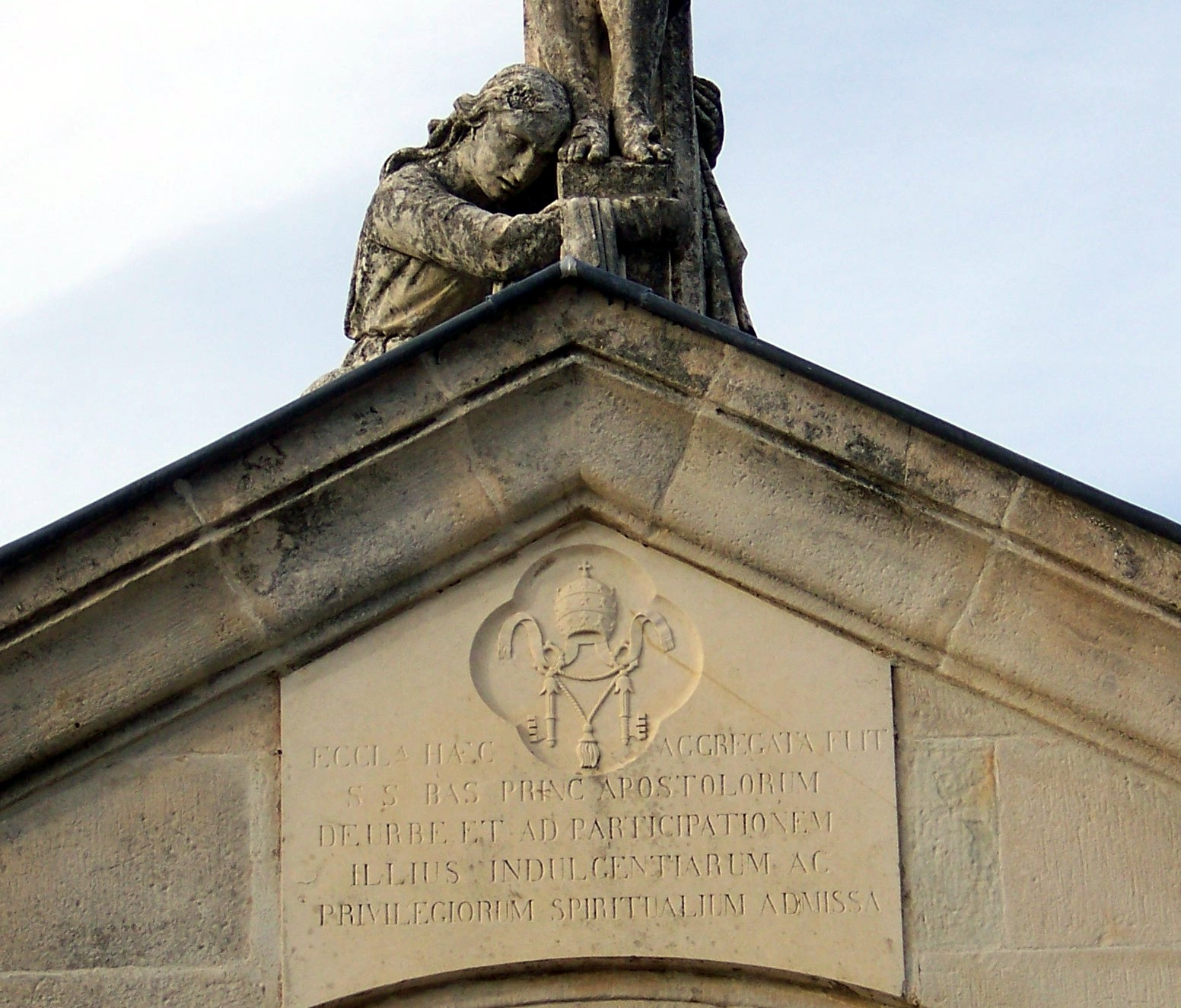
Privilège pontifical.

#### ÉgliseSaint-Hippolyte
- Située sur le hameau de Brès.

### Personnalités liées à la commune
- François-Clément Privat de Garilhe
- Jean-Dominique-Bruno-Amand Chaurand[32],[33]. Baron pontifical, député de l'Ardèche de 1871 à 1876.

### Héraldique
|  | Payzac (Ardèche) possède des armoiries dont l'origine et le blasonnement exact ne sont pas disponibles. |